# Nemaschema viridipes
Nemaschema viridipes är en skalbaggsart som först beskrevs av Fauvel 1906.  Nemaschema viridipes ingår i släktet Nemaschema och familjen långhorningar. Inga underarter finns listade i Catalogue of Life.